# Buy on board

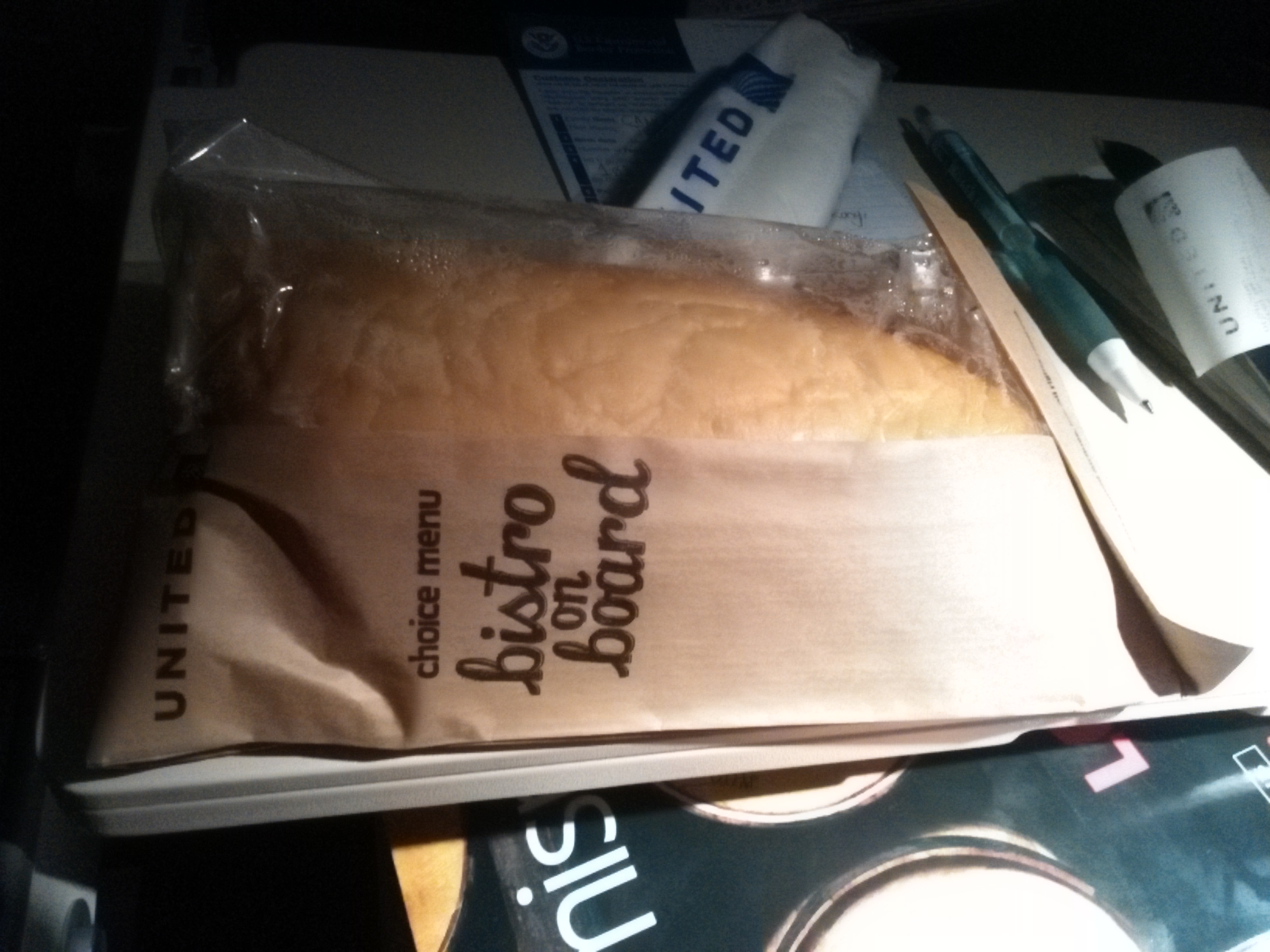
En United Airlines Bistro on Board-sandwich

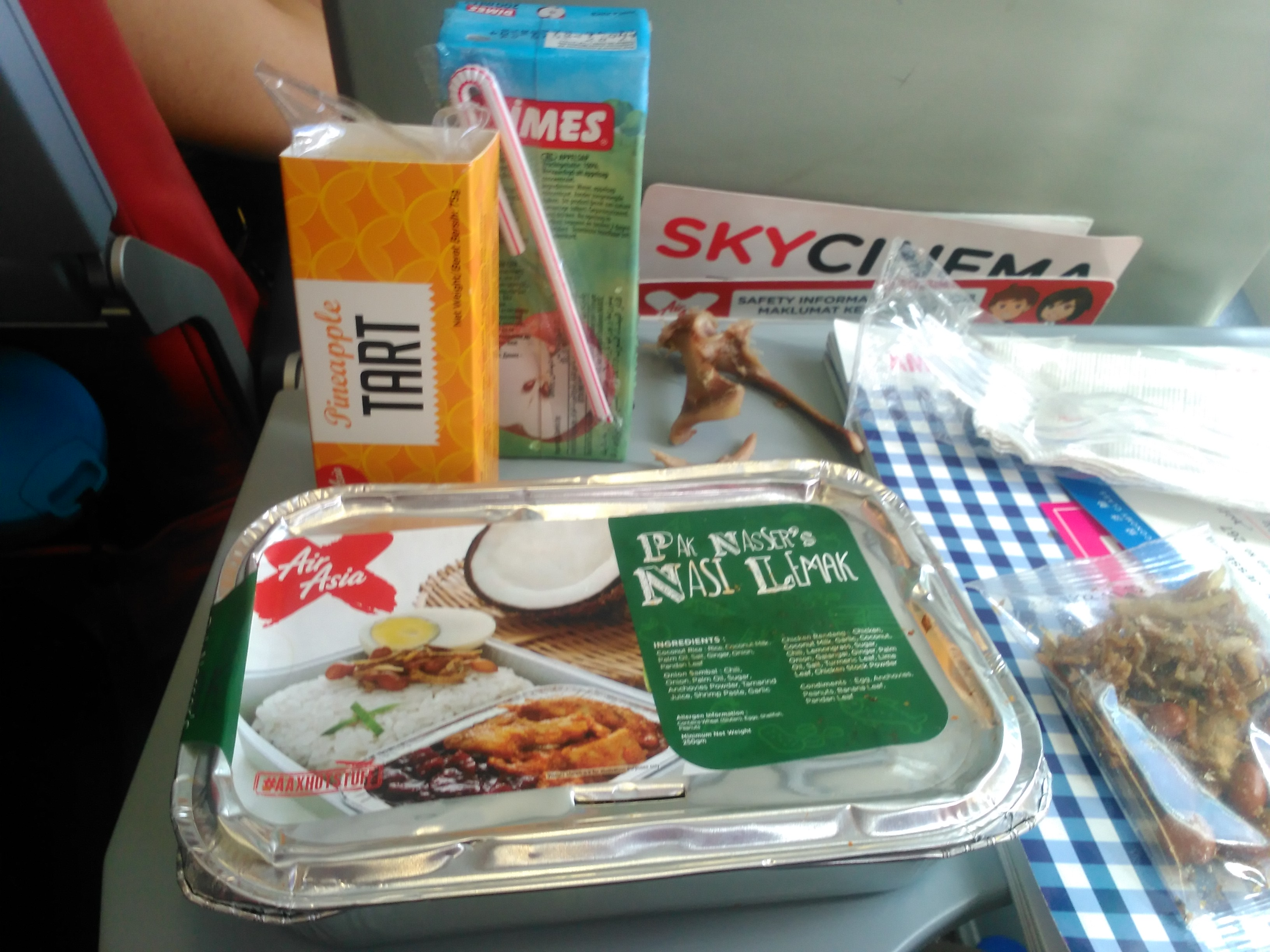
En Air Asia X Pak Nasser's nasi lemak-box

Buy on board är ett koncept som flera flygbolag använder i ekonomiklass, främst lågprisbolag, men på senare tid också flera andra bolag, till exempel SAS. Konceptet utgår ifrån att man köper all mat ombord, istället för att det är inräknat i biljettpriset. Genom att sälja mat istället för att bjuda på den, kan flygbolaget minska kostnader och sänka biljettpriset i ekonomiklass. 